# Yacine Douma
Yacine Douma, de son vrai nom Yacine Douma Benyamina, est un ancien judoka français, né le 5 avril 1973 à Fréjus (Var).
Il est champion de France en 1994 et 1995 et champion d'Europe en 2002 (en finale il gagne face à un Azéri en le contrant sur uchi-mata avec ura-nage). Il remporte par ailleurs la médaille d'or de sa catégorie aux Jeux méditerranéens de 1999.
En 2004, il met fin à sa carrière et en 2005 devient entraîneur de l'équipe masculine au Pôle France de Strasbourg. Marié en août 2004 à Véronique Kieffer, ancienne championne de France de judo, il devient père d'un garçon prénommé Léo au printemps 2005, d'un second fils Romain en mai 2008, et d'un troisième fils Clément en décembre 2009. Il devient également l'un des cadres techniques de l'équipe de France junior.

## Palmarès

### Championnats d'Europe
| Chpts d'Europe              | 1995 | 1997 | 2002 |
| --------------------------- | ---- | ---- | ---- |
| poids super-légers (-60 kg) | 5e   | 2e   | 1er  |